# 柳家つば女 (6代目)
六代目 柳家 つば女（やなぎや つばめ、1938年〈昭和13年〉8月26日 - 2004年〈平成16年〉6月12日）は、山梨県南都留郡河口湖町（現：富士河口湖町）出身の落語家。生前は落語協会に所属していた。出囃子は『梅は咲いたか』。本名∶渡邉 虎彦。息子は同じく落語家十一代目柳家小きん。

## 経歴
武蔵野美術大学造形学部油絵学科中退。
1958年2月、五代目柳家小さんに入門、「柳家小助」と名乗る。
1963年9月、三遊亭歌雀と共に二ツ目昇進、「柳家小きん」に改名。
1973年9月に林家木久蔵、三遊亭好生、桂文平、四代目三遊亭歌笑、三遊亭生之助、橘家三蔵、三遊亭歌雀、柳家さん弥、金原亭桂太のと共に真打昇進。1980年9月、「六代目柳家つば女」を襲名。
2004年6月12日午後2時9分、肝硬変のため東京都文京区の病院で死去。65歳没。

## 人物
武蔵野美術大学造形学部油絵学科中退という経歴を持つため落語だけでなく絵画でも才能を発揮しており、彼が描いた絵は高い評価を受けていた。
趣味はロードレース。自転車に造詣の深い落語家達とクラブ「落洒会」を作り、会長を務めていた。
小きん時代の1967年（昭和42年）に開催された『笑点』（日本テレビ）での第一回若手大喜利に出演しており、1969年（昭和44年）11月に番組司会が兄弟子七代目立川談志から前田武彦に交替した際に、レギュラーメンバーに抜擢された。1970年（昭和45年）6月までは兄弟子柳家さん吉と共演していた。大喜利でオレンジの色紋付を着用した人物は彼が最初である。以後、1972年（昭和47年）に林家こん平が復帰するまでレギュラーを務めた。なお、現在オレンジの着物を着ている林家たい平（こん平の弟子）は、武蔵野美術大学造形学部視覚伝達デザイン学科を卒業しており、つば女にとって大学の後輩にあたる。

## 逸話
- 初代林家木久蔵とは『笑点』での第一回若手大喜利に共に出演し、本家大喜利のレギュラーメンバー昇格も同時という間柄で、木久蔵の結婚式にも出席した。しかし当の新郎の木久蔵が結婚式のダブルブッキング（自分の結婚式と同じ時間に他人の結婚式の司会の営業を入れていた）をしてしまい、小きん（つば女）が新郎席に代理人として座らされる災難にあった。

- 息子の十一代目柳家小きんとは、1972年（昭和47年）1月2日放送の『笑点』の「新春親子大喜利」にて親子出演を果たしている[2]。
- 六代目三遊亭圓窓によると、つば女に落語協会の機関誌「ぞろぞろ」創刊号の表紙の絵を描いてもらい夕陽の絵が上がってきたが、創刊号で夕陽（落陽）はないだろうという意見が出て、他の題材の絵を描き直した[3]。

## 芸歴
- 1958年11月∶五代目柳家小さんに入門、前座名「小助」。
- 1963年5月∶二ツ目昇進、「小きん」に改名。
- 1973年9月∶真打昇進。
- 1980年9月∶「六代目柳家つば女」を襲名。

## 弟子
- 十一代目柳家小きん

## 演じた俳優
- 上川周作：BS笑点ドラマスペシャル 初代林家木久蔵（2020年・BS日テレ、役名は柳家小助→柳家小きん）